# Juan Ramón Jiménez
Juan Ramón Jiménez Mantecón (Moguer, Huelva, Španija, 23. december 1881-San Juan, Portoriko, 29. maj 1958) je bil španski pesnik in Nobelov nagrajenec za književnost leta 1956. Njegovo najslavnejše delo je sonet Sivček in jaz (andaluzijska elegija).

## Biografija
Juan Ramón Jiménez se je rodil 23. decembra 1881. Bil je priden učenec- svojo izobrazbo je začel na Institutu La Rabida v Huelvi. Leta 1899 je maturiral iz umetnosti. Leta 1896 se je preselil v Sevillo, da bi delal kot slikar, tam pa je začel zahajati v knjižnico Ateneo Sevillano, kjer je tudi napisal svoja prva dela. Sčasoma je začel sodelovati s časopisi in revijami iz Seville in Huelve.
Na željo svojega očeta se je lotil tuudi študija prava, vendar ga je leta 1899 opustil. Leto kasneje se je preselil v Madrid in objavil svoji prvi knjigi Nifeas in Almas de Violeta. Istega leta mu je umrl oče, z družino pa so izgubili vso njegovo zapuščino. Vse te skrbi, so povzročile, da je zapadel v globoko depresijo, zaradi katere je bil tudi hospitaliziran.
Njegova prva ljubezen je bila Blanca Hernandez Pinzón, čeprav ni bila edina- slovel je namreč kot pravi »don Juan« 104 pesmi v Libros de amor (1911-1912) govorijo o avanturah s samskimi in poročenimi ženskami, ženskami zavezanimi bogu in celo z ženo psihiatra, ki ga je zdravil za depresijo. Leta 1902 je objavil Arias tristes, 2 leti kasneje pa že Jardines lejanos. 
Leta 1905 se je zaradi finančnih težav, v katerih se je znašla njegova družina, vrnil v svojo rodno vas. To obdobje njegovega življenja tudi sovpada s časom, ko je ustvaril največ del, med njimi izstopajo v Segunda Antología Poética (natisnjena leta 1922), knjige v verzu: Pastorales (1903-1905); Olvidanzas (1906-1907); Baladas de primavera (1907); Elegías (1907-1908); La soledad sonora (1908); Poemas májicos y dolientes (1909); Arte menor (1909); Poemas agrestes (1910-1911); Laberinto (1910-1911); Melancolía (1910-1911); Poemas impersonales (1911); Libros de amor (1911-1912); Domingos (Apartamiento: 1) (1911-1912); El corazón en la mano (Apartamiento: 2) (1911-1912); Bonanza (Apartamiento: y 3) (1911-1912); La frente pensativa (1911-1912); Pureza (1912); El silencio de oro (1911-1913) e Idilios (1912-1913).
V Madridu je spoznal američanko Luiso Grimm (1878-1960), ki je bila poročena z bogatim špancem Antoniem Muriedasom Manriquejem de Lara. Juan Ramón Jiménez se je zaljubil vanjo  in ji celo namigoval o možnostih za zakon, katere pa je ona odločno zavrnila.
Juan Ramón Jiménez se začne ukvarjati s prevajanjem angleških tekstov. Leta 1915 objavi Himno a la belleza intelectual angleškega pesnika Shelleya.
Na koncu leta 1913 spozna Zenobio Camprubi Aymar, v katero se močno zaljubi, čeprav je bila njuna zveza zelo naporna. Leta 1914 prevede Vida de Beethoven Romaina Rollanda.
Veliko je potoval po Franciji in Združenih državah, kjer se je leta 1916 tudi poročil z Zenobio. To dejanje, poleg morja, je bilo zelo pomembno za njegovo nadaljnje ustvarjanje (Diario de un poeta recién casado) To delo predstavlja mejo med senzibilnim in intelektualnim obdobjem njegovega pisanja. Od takrat naprej je ustvarjal čisto poezijo z zelo intelektualno liriko.
Leta 1918 je vodil gibanje za poetično prenovo, ki je močno vplivala na Generacijo 27. od leta 1921 do 1927 je v revijah objavil del svojih proznih del in od leta 1925 do 1935 je objavil Cuadernos, v katerih se nahaja večina njegovih del. Leta 1930 spozna prijateljico njegove žene, Margarito Gil Roesset, katera se zaljubi v pesnika, vendar jo on zavrne. 2 leti je čakala na njegovo neuslišano ljubezen in po več  neuspešnih poskusih, da bi osvojila njegovo srce, naredi leta 1932 samomor, kateri je močno zaznamoval Jiménezovo delo (Españoles de tres mundos) Od leta 1931 dalje začne Zenobia bolehati za rakom, kateri na koncu konča njeno življenje.

## Državljanska vojna in izgnanstvo
Leta 1936 izbruhne španska državljanska vojna, to leto pa tudi predstavlja prehod iz intelektualno v zadostno in resnično obdobje njegovega ustvarjanja. V Madridu se ni več počutil varno, saj je socialistični dnevnik Claridad začel kampanjo proti intelektualcem. Odide v Washington, kjer dobi naziv kulturnega atašeja. Leta 1937 se preseli na Kubo, leta 1938 pa umre njegov nečak, ki je bil pripadnik španske fašistične stranke, na fronti pri Teruelu, kar je zelo prizadelo pesnika. Po besedah Zenobie, je bil Juan zaradi žalosti ob izgubi leto in pol povsem sterilen.
Leta 1939 uporniki oplenijo stanovanje pesnika in njegove žene v Madridu in ukradejo knjige, rokopise in njuno imetje. Med letoma 1939 in 1942 sta nastanjena v Miamiju na Floridi, kjer spesni Romances de Coral Gables, leta 1940 je bil nekaj mesecev hospitaliziran v univerzitetni kliniki Miami zaradi depresije, iz katere najde pot s projektoma za dve ambiciozni pesmi: Espacio y Tiempo.
Leta 1942 se preselita v Washington in med letoma 1944 in 1946 poučujeta na Univerzi v Marylandu.
Leta 1946 je pesnik ponovno  osem mesecev hospitaliziran zaradi novega napada depresije. Leta 1947 kupita hišo v Riverdaleu, v bližini klinike, med avgustom in novembrom leta 1948 pa potujeta po Argentini in Urugvaju, kjer sta lepo sprejeta, pesnik pa je tam imel tudi nekaj konferenc.
Leta 1956 mu je Švedska akademija podelila Nobelovo nagrado za literaturo za delo Sivček in jaz. Tri dni za tem, mu je v kliniki San Juan umrla njegova žena Zenobia, kar ga je tako prizadelo, da si ni nikoli opomogel in v isti kliniki umrl tudi sam dve leti pozneje. Njegove posmrtne ostanke so vrnili v Španijo.

## Njegova poezija
Čeprav po letih pripada Generaciji '14, je obdržal tesen odnos s predhodno generacijo (Modernizem, ki je vplival na njegovo začetno obdobje) in generacijo za njim (Generacija '27, katero je na začetku podpiral – bil je eden izmed njihovih glavnih modelov oziroma vzorov, tako tudi za avantgardiste).
Vedno je bil v iskanju resnice, da bi na ta način dosegel večnost. Zanj je resnica pomenila lepoto. Poezijo je uporabljal kot vir znanja, za dojemanje stvari.
Poezija Juana Ramóna Jiméneza je natančna in precizna, ki se je razvila na način, da razlikujemo med dvema obdobjema – prvo se konča in drugo se začne leta 1916 z delom Diario de un poeta recién casado, ki se je naprej imenoval Diario de un poeta y el mar, v katerem pripoveduje o njunem poročnem potovanju v Združene države Amerike.
Ključne teme so ljubezen, realnost, življenje… Še ena njegova uspešnica je Poemas májicos y dolientes, ekstravaganten naslov, v katerem izstopa njegov osebni način pisanja - Juan Ramón Jiménez je pred »e,i« vedno pisal »j« namesto »g«. Tudi njegov rodni Moguer je imel vedno velik pomen v njegovi poeziji, vir inspiracije in nostalgični element.

## Obdobja njegovega dela
Kritiki delijo njegovo pesniško pot na tri obdobja: senzibilno, intelektualno in resnično obdobje.

### Senzibilno obdobje (1898-1916)
Ta se deli na dva dela: v prvem delu obdobja se občuti vpliv Bécquerja, simbolizma in modernizma, rima je asonanca.. v njem prevladujejo opisi pokrajin, kot odsev pesnikove duše, kot notranje dvorišče meščanske hiše, intimno. Prevladuje melanholičnost, spomini in sanjska ljubezenska popotovanja. Poezija je zelo emotivna, kar kaže na pesnikovo nežnost, senzibilnost. V to obdobje sodijo  Rimas (1902) –título redundante de las bécquerianas–, Arias tristes (1903), Jardines lejanos (1904), Elegías (1907). V drugem delu tega obdobja pa na njega vpliva francoski simbolizem (Charles Baudelaire, Paul Verlaine) in angleško-francoska dekadenca (Walter Pater). Rima je konsonanca, prevladuje pa sonet. Pred kratkim je bila odkrita knjiga napisana med letoma 1910 in 1911, Libros de amor, v kateri je zelo erotična poezija. V ta del obdobja spadajo tudi La Soledad Sonora (1911), Pastorales (1911), Laberinto (1913), Platero y yo (elegía andaluza) (1914) y Estío (1916). Proti koncu tega obdobja se pesnik začne spraševati o času  in večni lepoti.
Sivček in jaz (1914) je postalo avtorjevo najpopularnejše delo, napisano v prozi.
Estío (1916) predstavlja preskok na drugo obdobje Juana Ramóna Jiméneza – oddalji se od Modernizma, da bi našel višjo čistost besede. Iz njegove poezije izginejo sanjave in nostalgične pokrajine,

### Intelektualno obdobje (1916-1936)
Njegovo prvo potovanje v Ameriko in stik z angleško poezijo (Yeats, William Blake, Emily Dickinson, Shelley) močno vpliva na drugo obdobje njegove poezije. Pride do ključnega trenutka: odkritje morja kot zelo pomebnega motiva. Morje simbolizira življenje, samoto, užitek, neskončno sedanjost.  
V njegovi želji da bi se rešil pred smrtjo se je trudil doseči neskončnost in to je lahko dosegel le preko lepote in čiste poetike. Odstranil je vso muzikalnost in poetične argumente, da bi se poglobil v lepo, čisto in v bistvo.
V tem obdobju izstopajo De esta época destacan Diario de un poeta recién casado (1916), Primera antología poética, (1917), Eternidades (1918), Piedra y cielo (1919), Poesía (1917-23) y Belleza (1917-23).
V Estíu (1916) začne uporabljati svobodni verz in ga s tem vključi v špansko literaturo s knjigo sestavljeno izključno iz te metrike (Diario de un poeta recién casado). Gre za poezijo brez anekdot, stilizirano in očiščeno poezijo, kjer pesnik občuduje vse kar opazuje. Ta zbirka je plod njegovega potovanja v Ameriko. V Diariu Juan Ramón eksperimentira s temami in formami in odpre novo poetično smernico, ki so jo nekateri člani Generacije '27 precej raziskovali.
V Piedra y cielo (1919) je ključna tema poetična kreacija: poezija kot aktivnost, pesem kot umetniški cilj in pesnik kot bog stvarnik novega vesolja. Tako se odpre nova tematična linija, ki jo Juan Ramón Jiménez nikoli več ne opusti: iskanje veličastne poetike in čiste, shematične poezije.

### Resnično obdobje (1937-1958)
V to obdobje sodi vse kar je napisal med ameriškim izgnanstvom. Juan Ramón Jiménez nadaljuje s svojo vizijo v iskanju lepote in popolnosti. Njegovo hreenenje po nadnaravnim ga pripelje do nekakšne mistike in se enači z Bogom. V njegovem poetičnem jeziku se začnejo pojavljati neologizmi (ultratierra, deseante…).  
V Animal de fondo pesnik neutrudno išče Boga, ampak ta bog ni zunanje božanstvo temveč se nahaja v njem in njegovih delih. Ta bog je vzrok in konec lepote.
Dios deseado y deseante  (1948-49) predstavlja vrh Animal de fondo. Pesnik pride celo do tega, da se enači z bogom, ki ga je tako zelo iskal, z bogom, ki obstaja zunaj in znotraj njega.

## Dela
- Almas de violeta, 1900
- Ninfeas, 1900
- Rimas, 1902
- Arias tristes, 1903
- Jardines lejanos, 1904
- Elejías puras, 1908
- Elejías intermedias, 1909
- Las hojas verdes, 1909
- Poemas májicos y dolientes, 1909
- Elejías lamentables, 1910
- Baladas de primavera, 1910
- La soledad sonora, 1911
- Pastorales, 1911
- Melancolía, 1912
- Laberinto, 1913
- Sivček in jaz, 1914
- Estío, 1916
- Sonetos espirituales, 1917
- Diario de un poeta recién casado, 1917
- Platero y yo (edición completa), 1917
- Eternidades, 1918
- Piedra y cielo, 1919
- Segunda antología poética, 1922
- Poesía, 1923
- Belleza, 1923
- Canción, 1935
- Voces de mi copla, 1945
- La estación total, 1946
- Romances de Coral Gables, 1948
- Animal de fondo, 1949
- Una colina meridiana , 1950 (1° edición en España: Huerga & Fierro editores, 2002). Prólogo y estudio preliminar de Alfonso Alegre Heitzmann.
- Cuadernos, F. Garfias, Madrid, Taurus, 1960
- Diario de un poeta recién casado, A. Sánchez Barbudo, Barcelona, Labor, 1970
- En el otro costado, Aurora de Albornoz, Madrid, Ediciones Júcar, 1974
- Leyenda (1896-1956), ed. de Antonio Sánchez Romeralo, Madrid, Cupsa Editorial, 1978.
- Animal de fondo, A. Crespo, Madrid, Taurus, 1981
- Antología en prosa, A. Crespo, Madrid, Taurus, 1981
- Arias tristes, A. de Albornoz, Madrid, Taurus, 1981
- Poesía. Edición del Centenario, 20 vol., Madrid, Taurus, 1982
- Elegías, F. Garfias, Madrid, Taurus, 1982
- Espacio, A. de Albornoz, Madrid, Taurus, 1982
- Eternidades, V. García de la Concha, Madrid, Taurus, 1982
- La realidad invisible, A. Sánchez Romeralo, Londra, Taurus, 1983
- Antología poética, A. Crespo, Barcelona, Seix Barral, 1985
- Guerra de España, A. Crespo, Barcelona, Seix Barral, 1985
- Selección de poemas, G. Azam, Madrid, Castalia, 1987
- Ideología, A. Sánchez Romeralo, Barcelona, Anthropos, 1990
- Platero y yo, M. P. Predmore, Madrid, Espasa-Calpe, 1992
- Cartas. Antología, F. Garfias, Madrid, Espasa-Calpe, 1992
- Antología poética, J. Blasco, Madrid, Cátedra, 1993
- Lírica de una Atlántida (En el otro costado, Una colina meridiana, Dios deseado y deseante, De ríos que se van), A. Alegre Heitzmann, Galaxia Gutenberg, 1999.
- Segunda antología poética (1898-1918), J. Urrutia, Madrid, Espasa-Calpe, 1993
- Libros de Madrid, AS. Robayna, JLL. Bretones, F. Utrera, Madrid, HMR, 2001
- Con la Rosa del mundo, Barcelona, La Poesía, señor hidalgo, 2002
- La frente pensativa 1911-1912. Libro inédito, Orense, Linteo Poesía, 2009 (Edición crítica, introducción y notas de José Antonio Expósito Hernández).
- Dios deseado y deseante (Animal de fondo), J. Llansó, Madrid, Akal, 2009
- Idilios, 98 poemas (38 inéditos); prólogo de Antonio Colinas, introducción, edición y estudio de Rocío Fernández Berrocal; La Isla de Siltolá, 2013

## Fundacija Juana Ramóna Jiméneza
Fundacija Juana Ramóna Jiméneza je bila ustanovljena 7.maja 1987 za promoviranje študija o delu in življenju avtorja ter varstvo originalov in dokumentov.